# Free Lossless Image Format
Free Lossless Image Format (FLIF) — свободный формат сжатия изображений без потери качества, который, по заверениям разработчиков, по степени сжатия превосходит PNG, lossless WebP, lossless BPG и lossless JPEG 2000. В настоящее время стандартизирован и документирован. FLIF16 выпускается под лицензией LGPL. FLIF использует один из вариантов арифметического кодирования (MANIAC, Meta-Adaptive Near-zero Integer Arithmetic Coding) в качестве алгоритма энтропийного сжатия.
Файл содержит 4 части: два заголовка, метаданные и пиксельные данные в модели RGB с глубиной до 16 бит. Поддерживается анимация. По умолчанию формат несёт чересстрочную запись изображения, алгоритмически схожую с Adam7.

## История
Впервые о формате было публично объявлено в сентябре 2015 года, первый альфа-релиз вышел спустя месяц, в октябре 2015 года.

## Поддержка

### Графические редакторы
- ImageMagick — с версии 6.9.4-5
- ExifTool — с версии 10.31
- Photoshop — нативной поддержки нет; нет стороннего плагина.
- Krita — нативной поддержки нет; нет стороннего плагина.
- GIMP — нативной поддержки нет; нет стороннего плагина.

### Просмотрщики изображений
- FLIF Windows Codec - This plugin allows to decode and encode FLIF files in Windows aplications using the Windows Imaging Component (WIC) API. That allows e.g., to see the files in Windows PhotoViewer and Windows Explorer. (similar project, decode only: FLIF Windows Plugin)
- QT FLIF Plugin - A plugin for QT4 and QT5  (used by KDE)
- Phew - Open-source FLIF image viewer and QuickLook plugin for macOS
- viewer - The FLIF project has a basic viewer.exe application that displays .flif images natively. You will need to download and build the source code to  run it. Will run on Windows, OSX, and GNU/Linux.
- IrfanView - с версии 4.52.
- XnView - с версии 2.36
- FastStone Image Viewer - нативной поддержки нет; нет стороннего плагина.
- Windows Picture and Fax Viewer - нативной поддержки нет; нет стороннего плагина.
- Ivy, the Taggable Image Viewer - An image viewer that supports FLIF via riff

### Конверторы изображений
- UGUI: FLIF - An easy to use GUI program that lets you convert from PNG/PAM/PNM to FLIF (and convert back). It will display a preview of FLIF's. Version 3.5 uses the October  2015 Beta version of FLIF and will not be compatible with newer versions.
- flif native executable - This is a build of the October 2015 Beta version of flif.exe for Windows, OSX, and Ubuntu. It is a Command Line Interface with many switches. FLIF files produced with it will not be compatible with newer versions.